# RZA
Robert Fitzgerald Diggs (Brownsville, Brooklyn, Nueva York, 5 de julio de 1969), más conocido como RZA o Bobby Digital, es un rapero, productor, director y actor estadounidense, creador del grupo neoyorquino de East Coast rap Wu-Tang Clan. Es una figura destacada en producciones discográficas, pues ha producido álbumes de artistas conocidos internacionalmente. Posteriormente, obtuvo la atención por su trabajo de calificación y actuando en películas. 
Fue un miembro del grupo de rap Gravediggaz, donde uso el alias de El RZArector. 
Su álbum más reciente, Digi Snacks, fue lanzado en junio de 2008, después de este último lanzamiento, RZA ha planeado más proyectos como hacer una secuela del álbum del debut de Raekwon, Only Built 4 Cuban Linx. También ha planeado producir una canción del próximo álbum de Dr. Dre, Detox, que se espera que salga a la venta próximamente.

## Biografía

### Infancia e inicios de su carrera
Pasó tiempo de su niñez en Pittsburgh, Pensilvania, donde su padre tenía un colmado en el distrito de Hill. RZA comenzó su carrera de rapero a finales de los años ochenta con un grupo de rap llamado «Force of the Imperial Master», cuyos integrantes, sus primos GZA y Ol' Dirty Bastard serían, en un futuro, miembros de Wu-Tang Clan.
El grupo se desintegró a principios de los años noventa, y cada cual intentó desarrollar su carrera como solista, pero tiempo después se reunió con su primo GZA y comenzaron a inducirse cada vez más en el rap. También pasaron mucho tiempo viendo películas de kung fu y artes marciales, las cuales influenciaron a RZA para algunas producciones de su carrera.

## Carrera musical
A lo largo de su carrera se ha visto influenciado por grandes músicos como Ennio Morricone, Marley Marl, Augustus Pablo y Danny Elfman. The RZA debutó como artista en 1991, con el estreno producido por Tommy Boy de Ooh I Love You Rakeem. Creó el grupo Gravediggaz con Prince Paul, Fruitkwan y Poetic. 
El 9 de noviembre de 1993, RZA, junto con todos los miembros de Wu-Tang Clan, debutó en su carrera musical, lanzando el disco más exitoso de toda su carrera: Enter the Wu-Tang (36 Chambers)
Sus mayores éxitos los obtuvo con RZA como Bobby Digital en Stereo en 1998 y en 1999 con la recopilación de grandes éxitos The RZA Hits, de Wu Tang Clan. Además, en 1999, el director de cine Jim Jarmusch le pidió el favor de realizar la banda sonora de la película Ghost Dog: The Way of the Samurai. En 2001, RZA editó un LP como Bobby Digital: Digital Bullett, donde aparecían integrantes The Wu Tang y afiliados a la agrupación. En 2003 editó otro disco de larga duración llamado The World Acording To The Rza, en el que el MC y productor colaboró con MCs de buena parte del mundo (especialmente Francia, Alemania y Noruega), desde los franceses Saian Supa Crew, pasando por el cantante y compositor alemán Xavier Naidoo, el rapero afro-germano Afrob o el noruego Sekou o el componente de Wu-tang Ghostface Killah. En 2005 editó el disco titulado The Birth Of A Prince, y ese mismo año estuvo encargado de poner el ambiente musical a las dos películas del director de cine Quentin Tarantino, Kill Bill, Vol. 1 y Vol. 2. Meses más tarde, a la tercera entrega de la película del caza-vampiros Blade, Blade Trinity. Su último trabajo ha sido la banda sonora de una serie de animación manga estadounidense-japonesa titulada Afrosamurai, donde aparecen MCs neoyorquinos ya veteranos como Talib Kweli, Big Daddy Kane, GZA o Q-Tip.
RZA también ha supervisado proyectos de Cypress Hill, AZ, Big Punisher y The Notorious B.I.G. Con diferentes nombres tales como Prince Rakeem, The Abbott, Bobby Digital y Rzarector. The RZA se ha convertido en uno de los productores más elogiados y de mayor influencia en el mundo del hip-hop.

## Vida personal
Hubo algún tiempo en que RZA fue afiliado de La nación de Los Dioses y Las Tierras, pero él últimamente ha declarado que ya no es miembro de ningún grupo. También ha seguido diversos aspectos del budismo, taoísmo y cristianismo, tal y como lo afirma su libro The Wu-Tang Clan Manual.
El pasatiempo favorito de RZA es ver películas de Kung-Fu y de otras artes marciales, debido a que tiene un gran conocimiento e interés sobre todo tipo de artes marciales, en especial, el Kung-Fu.
Estuvo casado una vez, y se ha afirmado que de ese matrimonio RZA ha tenido varios hijos.

## Discografía
- Bobby Digital in Stereo (lanzado el 24 de noviembre de 1998)
- Digital Bullet (lanzado el 28 de agosto de 2001)
- Birth of a Prince (lanzado el 7 de octubre de 2003)
- Digi Snacks (lanzado el 24 de junio de 2008)
- Bobby Digital and The Pit of Snakes (2022)

## Filmografía
- Debutó como director y protagonista con El hombre de los puños de hierro, estrenada en 2012.
- Como actor ha aparecido en películas como G.I. Joe: Retaliation, Mr.Right, Repo Men, American Gangster, Ghost Dog: The Way of the Samurai, Sin control, Brick Mansions, Funny People, Mutafukaz, Due Date, Problemista y en series de televisión tales como Californication, entre otras producciones.

### Películas
| Año  | Título                           | Personaje                         | Notas Adicionales                                                             |
| ---- | -------------------------------- | --------------------------------- | ----------------------------------------------------------------------------- |
| 2007 | American Gangster                | Moses Jones                       |                                                                               |
| 2010 | Repo Men                         | T-Bone                            |                                                                               |
| 2010 | Due Date                         | Agente De Seguridad Aeroportuaria |                                                                               |
| 2012 | El hombre de los puños de hierro | El Herrero                        | Debut cinematográfico como director, guionista y productor musical del filme. |
| 2013 | G.I. Joe: Retaliation            | Blind Master                      |                                                                               |
| 2015 | Operación AWOL-72                | Detective Adams                   |                                                                               |
| 2018 | Thriller                         | Director Hurd                     |                                                                               |
| 2023 | Problemista                      | Bobby                             |                                                                               |

### Televisión
| Año  | Título                     | Rol                                        | Notas                                                                |
| ---- | -------------------------- | ------------------------------------------ | -------------------------------------------------------------------- |
| 2004 | America's Next Top Model   | Él mismo                                   | Temporada 2, Episodio 7                                              |
| 2009 | Afro Samurai: Resurrection | DJ                                         | Sobre Voz                                                            |
| 2010 | Outlaw                     | Greg Beals                                 | Episodio: "Pilot"                                                    |
| 2012 | Californication            | Samurai Apocalypse                         | Papel destacado (nueve episodios)                                    |
| 2013 | Robot Chicken              | Él mismo/Strawberry/Halloween Road Warrior | Sobre Voz (Episodio: "Botched Jewel Heist")                          |
| 2014 | Gang Related               | DEA Agent Cassius Green                    | Elenco principal                                                     |
| 2017 | The Simpsons               | Él mismo                                   | Sobre Voz (Episode: "The Great Phatsby: Part 2")                     |
| 2017 | Marvel's Iron Fist         |                                            | Director (Episodio: "Immortal Emerges from Cave")                    |
| 2017 | Snowfall                   | Swim                                       | Episodio: "Cracking"                                                 |
| 2018 | Fresh Off the Boat         | Himself                                    | Cameo (Episodio: "Measure Twice, Cut Once")                          |
| 2019 | Daybreak                   | Él mismo                                   | Voz (Episodio: "Homecoming Redux or My So Called Stunt Double Life") |
| 2019 | Wu-Tang: An American Saga  |                                            | Productor ejecutivo                                                  |
| 2022 | The Tiny Chef Show         | Él mismo                                   | Episodio: "Lemonade"                                                 |